# EFS tillägg till Den svenska psalmboken (1986)
EFS tillägg till Den svenska psalmboken från 1986 utgörs av 100 sånger som Evangeliska Fosterlandsstiftelsen (EFS) ville komplettera Svenska kyrkans psalmbok Den svenska psalmboken med för att den skulle kunna ersätta rörelsens tidigare sångbok Sionstoner. Något mer än hälften av sångerna är gamla ”klassiker” (bland andra omkring tio av Lina Sandell). Ett tjugotal är helt nya psalmer (av Tore Littmarck, Eva Norberg och Anders Frostenson med flera).
Psalmböcker med detta EFS-tillägg inköptes framför allt av EFS missionsföreningar, men även av somliga av Svenska kyrkans församlingar i starka EFS-bygder (som Västerbotten).
Efter femton år upplevdes tillägget dock som något otidsenligt, och ett nytt psalmbokstillägg såg dagens ljus 2003. Detta tillägg utarbetades med tanke på att det skulle få mer vidsträckt spridning i Svenska kyrkans församlingar. Endast tjugo sånger återstår från det gamla tillägget.

## Sångerna 701–800 i Den svenska psalmboken med tillägg (1986)

### Lovsång och tillbedjan
- 701 Jag ser din rikedom

### Fader, Son och Ande

#### Gud, vår Skapare och Fader
- 702 Dig, Herre Gud, är ingen Finns på Wikisource.

#### Treenigheten
- 703 Fader, i dina händer
- 704 O Gud som skapat vind och hav

#### Jesus, vår Herre och broder
- 705 O du ärans konung Finns på Wikisource.
- 706 Namnet Jesus aldrig mister
- 707 Vi har nu i himlen en överstepräst Finns på Wikisource.
- 708 Om jag ägde allt men inte Jesus
- 709 Herre Jesus, du är vägen
- 710 Tror du på Sonen

#### Anden, vår Hjälpare och tröst
- 711 O helige Ande, jag beder

### Kyrkan och nådemedlen

#### Kyrkan
- 712 Med Gud och hans vänskap Finns på Wikisource.
- 713 Det byggs ett heligt tempel

#### Ordet
- 714 Vad helst här i världen bedrövar min själ Finns på Wikisource.
- 715 Ge oss än en stund av nåd, o Jesus
- 716 Ditt ord, o Jesus, skall bestå Finns på Wikisource.
- 717 När mörker över djupen var

#### Helg och gudstjänst
- 718 En söndag var skapelsens första dag
- 719 Kom till högtid Finns på Wikisource.

#### Vittnesbörd – tjänst – mission
- 720 Alla har rätt till Kristus
- 721 O var är det folk
- 722 Mot mänskomilliarder
- 723 Gå ut kring hela jorden
- 724 Din rikssak, Jesus, är för mig
- 725 Vi måste få allt flera med
- 726 Tänk vilken underbar nåd av Gud Finns på Wikisource.

### Kyrkoåret

#### Jul
- 727 Se, natt skall inte förbliva
- 728 Ej upplysta gårdar
- 729 Herren från himlen åt världen sig givit Finns på Wikisource.
- 730 Du lilla barn som vilar

#### Trettondedag jul
- 731 Jesu, vår konungs, himmelska rike

#### Fastan
- 732 Golgata ropar
- 733 Han kämpade ensam
- 734 Det är en som har dött i stället för mig
- 735 Välsignad den dagen
- 736 Dig som kom att oss försona
- 737 Korsets väg vi ser dig gå
- 738 Långt borta i Jerusalem

#### Påsk
- 739 Kristus är uppstånden, fröjda dig, min själ
- 740 O, saliga stund utan like
- 741 Var glad för Kristus lever

#### Pingst
- 742 Nu är det pingst

#### Alla helgons dag
- 743 Amen! Lovet och priset
- 744 Vem är skaran, som syns glimma

### Dagens och årets tider

#### Morgon
- 745 Herrens nåd är var morgon ny Finns på Wikisource.
- 746 Tack, min Gud, för att jag vaknar

#### Kväll
- 747 Dagen är slut

#### Årstiderna
- 748 O, vad världen nu är skön
- 749 O jag ser min Faders hand

#### Årsskifte
- 750 Jag vet inte vad som skall möta

### Att leva av tro

#### Stillhet – meditation
- 751 Vila i mig
- 752 Herre, till dig får jag komma
- 753 Gud, du är inte i min värld

#### Sökande – tvivel
- 754 Att leva är att fråga
- 755 Vem ska vi gå till, Herre
- 756 Vem visar väg genom växlingens värld

#### Kallelse
- 757 Det givs i livet vissa tider
- 758 Vem som helst kan bli frälst Finns på Wikisource.

#### Bättring – omvändelse
- 759 Våga dig Dristelig Finns på Wikisource.

#### Skuld – förlåtelse
- 760 Jag frågar ej om du är en
- 761 Att tro det är att böja
- 762 Frälsare på korsets stam
- 763 Ej silver, ej guld
- 764 Från Frälsaren på korsets stam Finns på Wikisource.
- 765 Skulden är gäldad

#### Förtröstan – trygghet
- 766 Att få vara försonad
- 767 Tätt vid korset
- 768 I Herrens barmhärtiga händer
- 769 O vad är väl all fröjd på jorden
- 770 Gud är din fader
- 771 Jag skulle ej sörja Finns på Wikisource.
- 772 Som när ett barn kommer hem om kvällen
- 773 Var ej bekymrad vad än som sker Finns på Wikisource.
- 774 O hur lycklig är ej den

#### Glädje – tacksamhet
- 775 Salig för intet Finns på Wikisource.
- 776 Guds barn jag är Finns på Wikisource.

#### Vaksamhet – kamp – prövning
- 777 Herre, låt ingenting binda de vingar
- 778 Tätt intill korset
- 779 Vik ej ur mitt hjärta

#### Efterföljd – helgelse
- 780 O Jesus, du som tro i hjärtat väcker
- 781 Min Jesus, du vill skänka ro
- 782 Lär mig din väg, o Gud
- 783 Bliv i Jesus, vill du bära frukt Finns på Wikisource.
- 784 O låt mig få vara en liten kvist
- 785 Brinnande hjärtan giv oss, o Gud
- 786 Här har du mig, Herre
- 787 Ge oss mod att våga leva
- 788 Du har ett liv som är dig givet
- 789 Herre, gör mig mera trogen
- 790 Får ej i vårt hjärta bo Finns på Wikisource.

### Tillsammans i världen
- 791 Den värld vi fötts att leva i
- 792 Tack, Gud, att också jag får gå
- 793 Tar vi sten i våra händer
- 794 På vägarna ute i världen
- 795 Jorden är Herrens

### Framtiden och hoppet

#### Kristi återkomst
- 796 Om han komme i dag
- 797 Snart randas en dag, så härlig och stor
- 798 Jesus kommer, Jesus kommer

#### Pilgrimsvandringen
- 799 Hos Gud är idel glädje Finns på Wikisource.

#### Himlen
- 800 Guds folk alltjämt en sabbat har att vänta